# John S. Robertson
John Stewart Robertson (* 14. Juni 1878 in London, Ontario, Kanada; † 5. November 1964 in San Diego, Kalifornien, USA) war ein US-amerikanischer Filmregisseur.

## Karriere
John S. Robertson war auf dem Höhepunkt seiner Karriere in den 1920ern ein angesehener Regisseur für anspruchsvolle Unterhaltung. Er war bekannt als gediegener Handwerker, der auch Prestigeproduktion sicher und innerhalb der Rahmenbedingungen vollenden konnte. Sein heute noch bekanntester Film ist die Verfilmung von Dr. Jekyll und Mr. Hyde aus dem Jahr 1920 mit John Barrymore in der Hauptrolle. Daneben führte er Regie bei einigen Streifen von Mary Pickford und war verantwortlich für Unsichtbare Fesseln, einen der letzten Stummfilme von Greta Garbo. Mit dem Aufkommen des Tonfilms schwand seine Karriere innerhalb kurzer Zeit, und Robertson wurde nur noch für B-Filme eingesetzt. Der Musiker Chris Hillman, seinerzeit Bassist bei der Band The Byrds und Nachbar des inzwischen völlig in Vergessenheit geratenen alten Herrn, setzte ihm 1967 mit dem Song Old John Robertson ein Denkmal.

## Filmografie (Auswahl)
- 1917: Vanity and Some Sables
- 1919: Here Comes the Bride
- 1919: The Test of Honor
- 1919: The Misleading Widow
- 1920: Dr. Jekyll und Mr. Hyde (Dr. Jekyll and Mr. Hyde)
- 1922: Die verkaufte Manuela (The Spanish Jade)
- 1922: Tess of the Storm Country
- 1924: The Enchanted Cottage
- 1925: Symphonie der Leidenschaften (Soul-Fire)
- 1927: Annie Laurie – Ein Heldenlied vom Hochland (Annie Laurie)
- 1927: Der Fürst der Abenteurer (The Road to Romance)
- 1929: Unsichtbare Fesseln (The Single Standard)
- 1929: Shanghai Lady
- 1930: Das Lied der Freiheit (Der Kapitän der Garde) (Captain of the Guard)[2]
- 1931: Der Magier von Paris (The Phantom of Paris)
- 1935: Our Little Girl